# بيتر دي فيليرز
بيتر دي فيليرز (بالإنجليزية: Pieter de Villiers) هو منافس ألعاب قوى جنوب أفريقي، ولد في 13 يوليو 1982.

## وصلات خارجية
- بيتر دي فيليرز على موقع الاتحاد الدولي لألعاب القوى (الإنجليزية)
- بيتر دي فيليرز على موقع أوليمبيديا (الإنجليزية)